# Carlo Bohnenkamp
Carlo Bohnenkamp (* 2007)  ist ein deutscher Schauspieler.

## Leben und Karriere
Bekannt wurde er 2016 durch die ZDF-Fernsehserie Herzensbrecher – Vater von vier Söhnen, in der er in den zehn Folgen der finalen Staffel die durchgehende Hauptrolle des Tim Büchner verkörperte. Im Jahr darauf spielte er in dem Fernsehfilm Ein Kind wird gesucht (Regie: Urs Egger) sowie in dem SAT.1-Fernsehfilm Sechs Richtige und Ich. Darüber hinaus war er im selben Jahr als Reporter für die Organisation „Ein Herz für Kinder“ zu sehen. 2019 spielte Carlo Bohnenkamp in seinem ersten Kinospielfilm, dem Themen-Kinderfilm Zu weit weg, die Nebenrolle des Fußballteamkameraden Paul.
Carlo Bohnenkamp lebt in Lohmar.

## Filmografie
- 2016: Herzensbrecher – Vater von vier Söhnen (ZDF)
- 2017: Ein Kind wird gesucht (ZDF)
- 2017: Sechs Richtige und Ich (SAT.1)
- 2018: Heldt (ZDF)
- 2019: Bettys Diagnose (ZDF)
- 2019: Zu weit weg (Spielfilm)
- 2021: Das Lied des toten Mädchens (Fernsehfilm)